# Ričardas Pauliukonis
Ričardas Pauliukonis (ur. 31 lipca 1974) – litewski zapaśnik walczący w stylu wolnym. Dwukrotny olimpijczyk. Zajął dziewiąte miejsce w Atlancie 1996 i siedemnaste w Sydney 2000. Walczył w wadze lekkociężkiej i ciężkiej.
Jedenasty na mistrzostwach świata w 1994. Piąty na mistrzostwach Europy w 1995. Drugi na igrzyskach bałtyckich w 1997. Trzeci na ME młodzieży w 1994 roku.

## Letnie Igrzyska Olimpijskie 1996
| Konkurencja | Rundy eliminacyjne    | Rundy eliminacyjne     | Repasaże                   | Repasaże                 | Klas. końcowa |
| Konkurencja | Przeciwnik I          | Przeciwnik II          | Przeciwnik I               | Przeciwnik II            | Miejsce       |
| ----------- | --------------------- | ---------------------- | -------------------------- | ------------------------ | ------------- |
| 90 kg       | Louis Purcell (ASA) Z | Melvin Douglas (USA) P | Bashir Bhola Bhala (PAK) Z | Eldar Kurtanidze (GEO) P | 9.            |

## Letnie Igrzyska Olimpijskie 2000
| Konkurencja | Rundy eliminacyjne       | Rundy eliminacyjne      | Klas. końcowa |
| Konkurencja | Przeciwnik I             | Przeciwnik II           | Miejsce       |
| ----------- | ------------------------ | ----------------------- | ------------- |
| 97 kg       | Eldar Kurtanidze (GEO) P | Arawat Sabiejew (GER) P | 17.           |